# NGC 7604
NGC 7604 је лентикуларна галаксија у сазвежђу Рибе која се налази на NGC листи објеката дубоког неба.
Деклинација објекта је + 7° 25' 48" а ректасцензија 23h 17m 51,9s. Привидна величина (магнитуда) објекта NGC 7604 износи 14,5 а фотографска магнитуда 15,5. NGC 7604 је још познат и под ознакама MCG 1-59-33, CGCG 406-48, PGC 70974.